# Saint-Michel-de-Bannières
Saint-Michel-de-Bannières – miejscowość i gmina we Francji, w regionie Oksytania, w departamencie Lot.
Według danych na rok 1990 gminę zamieszkiwało 318 osób, a gęstość zaludnienia wynosiła 41 osób/km² (wśród 3020 gmin regionu Midi-Pireneje Saint-Michel-de-Bannières plasuje się na 749. miejscu pod względem liczby ludności, natomiast pod względem powierzchni na miejscu 1267.).